# Karel Purkyně
Karel Purkyně (15. března 1834 Vratislav, nyní Polsko – 5. dubna 1868 Praha-Nové Město) byl český malíř, kreslíř a výtvarný kritik. Jako portrétista se zařadil mezi přední osobnosti evropského realismu poloviny 19. století.

## Život
Narodil se ve Vratislavi jako druhý syn lékaře a přírodovědce Jana Evangelisty Purkyně a jeho manželky Julie, rozené Rudolphi. Matka brzy zemřela. Měl staršího bratra, pozdějšího přírodovědce Emanuela Purkyně. Mládí prožili ve Vratislavi, kde otec působil na univerzitě. Zde také studoval na gymnáziu a krátce se učil malovat u malíře podobizen J.J. Königa. V roce 1850 se rodina vrátila do Prahy a Karel se zapsal na malířskou Akademii. Poprvé se veřejně představil jako malíř v roce 1853 na výstavě Krasoumné jednoty, kam zaslal žánrovou kompozici Děti dívající se na obrázky. Během studií navštěvoval známé německé galerie, v nichž studoval renesanční a barokní malířská díla. Navázal mnoho uměleckých kontaktů, přátelství ho pojilo především s Josefem Mánesem a Václavem Levým. Studium na Akademii ho však neuspokojovalo, považoval je za suchý akademismus, odmítal kreslit podle sádrových modelů. Proto odešel roku 1854 do Mnichova do učení k malíři J.B.Berdellému.. V galerii tam studoval Rembrandtovy, Tizianovy a Rubensovy obrazy, Na Tizianovi obdivoval monumentální pojetí portrétovaných osob a převzal některé technické postupy, jako podmalbu červenohnědou barvou.
Na podzim roku 1856 odjel do Paříže, kde se nejprve na otcovo přání zapsal do ateliéru Thomase Coutura. Ani toto studium nedokončil, což ovlivnilo negativně názor rodiny i širší kulturní veřejnosti, která akademickému vzdělání přikládala velký význam. On sám se však raději učil z prací italských a francouzských mistrů. Byl mu blízký realismus Gustava Courbeta, o kterém se později zmiňoval ve svých kritických statích. Dojmy z ročního pobytu v Paříži vyjádřil v několika drobných olejomalbách, např. V údolí nebo Boulogneský lesík.
Koncem roku 1857 se vrátil do Prahy a věnoval se intenzivní práci. Vytvořil řadu mistrovských portrétů a žánrových kompozic, např. podobiznu Betty Reitmeierové, protějškové portréty Emy a Leopolda Křikavových, portrét Barbory Wiesnerové či Podobiznu rodiny řezbáře Vorlíčka. Vedle portrétní tvorby se od roku 1860 více zaměřil na malbu zátiší. Spojení obou těchto oborů je patrné na jednom z jeho stěžejních obrazů Podobizna kováře Jecha.

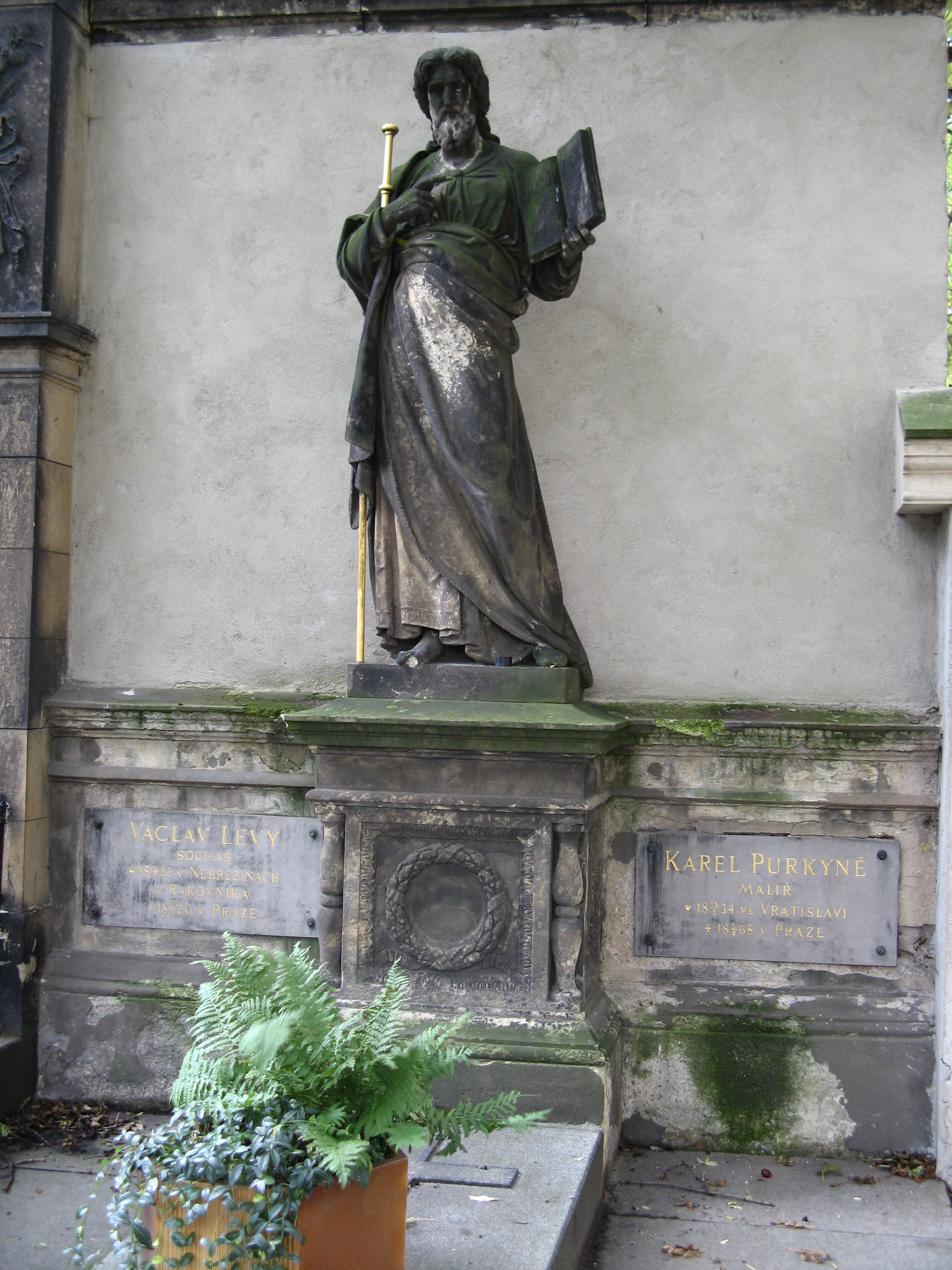
Hrob Karla Purkyně a Václava Levého na Vyšehradě

Od roku 1862 se Purkyně kromě malování věnoval umělecké kritice, psal do Národních listů, Politika a Květů. Kreslil karikatury pro časopisy Brejle a Humoristické listy. Zapojil se do pražského spolkového života a v roce 1864 se podílel na přípravě slavnosti k třístému výročí narození Williama Shakespeara, kterou organizovala Umělecká beseda. Navrhl kostýmy a scénu pro slavnostní průvod shakespearovských postav. Soubor šesti olejomaleb je ve sbírkách Národní galerie. V roce 1866 přijal zakázku na ilustrování nového knižního vydání Dona Quijota.
Karel Purkyně se 7. února 1860 v Praze oženil s Marií Wiedermannovou z Vídně (1841–1914), měli spolu tři děti, Jana, Cyrila a Rosalii (Růženu).. Portrét své manželky vytvořil v roce 1860, své děti zachytil na obraze z roku 1868. Těsně před smrtí namaloval autoportrét vyjadřující jeho vnitřní rozpoložení. Karel Purkyně zemřel předčasně ve věku 34 let a byl pohřben na Vyšehradském hřbitově vedle svého přítele Václava Levého (hrob 2A-28). Vdova Marie Purkyňová ve vysokém věku v Praze dožila v Ústavu choromyslných.
Dcera Růžena, provdaná Pokorná, byla malířkou a napsala o svém rodu knihu s titulem Život tří generací, kterou vydala v roce 1944 Umělecká beseda. Syn Jan byl inženýrem v oboru technické hygieny a Cyril se věnoval přírodním vědám, stal se ředitelem Státního geologického ústavu.

## Dílo
Je považován za jednoho z nejnadanějších českých realistických malířů, avšak za svého života se uznání nedočkal. Teprve moderní umělci 20. století ocenili Purkyněho jako významného malíře 19. století.

### Výtvarné práce
Maloval především portréty (Portrét paní Reitmayerové, Portrét slečny Bubeníčkové, Portrét hospodyně J. E. Purkyně „Máry“, Portrét rodiny J. Szalatnaye, Portrét vlastní manželky, Portrét malého syna, Skupinový portrét tří vlastních dětí, Autoportrét a další), žánrové figurální kompozice a zátiší.
V portrétech navázal na renesanční a barokní malbu, jeho realismus čerpal ze znalosti umění starých mistrů a z usilovného studia skutečnosti. Vytvořil si vlastní styl, přitom každý obraz má své osobité kompoziční řešení. Jeho portréty charakterizuje živost a reálnost figur, mají symbolický obsah a psychologickou hloubku. Usiloval o maximální pravdivost v charakteristice lidské osobnosti a téměř vědeckou metodou řešil problémy kompozice, linií i barevnost. Subjektivní pocity jsou vyjádřeny především v jeho posledních dílech z roku 1868: Podobizna umělcových dětí a Autoportrét. 
Ke své portrétní tvorbě připojil od roku 1860 jako samostatný obor malbu zátiší. Mezi jeho díla patří například portrét Podobizna kováře Jecha, zvaný též Politizující kovář. Obraz v sobě slučuje monumentální portrét kováře čtoucího noviny a soubor několika mistrně podaných zátiší, zobrazujících kovářské náčiní i předměty domácí potřeby.
Purkyně nanášel barvu na plátno v tekutých pastách nebo hutnou špachtlí, seříznutou nožem, na povrchu potaženou tenkou lazurou. Základ tvořily tmavé podmalby, na které nanášel v hustých pastách barevné tóny. Plasticity tvarů a charakteru materiálů docílil bělobovými světly a hustším či řidším rozložením barevných past. Ty později spojoval lehkou lazurní malbou. Tmavými těžkými pastami vytvářel plasticitu zobrazovaných tvarů a zároveň strukturoval jejich hmotu, jež byla jedním z nejpodstatnějších znaků jeho tvorby. Tento styl byl negativně posuzován jak kritiky, tak i společnosti, která v něm viděla malíře, který se pouze pokouší o realistickou malbu, ale nemá lehkost v barvách ani v používání světla a je doslova těžkopádný a do salónu se nehodící. Neužíval žádného rafinovaného aranžování předmětů, jeho kompozice jsou prosté a bez efektů, navazují na klidnou atmosféru holandských zátiší. Cit pro barvu a plasticitu prokázal ve svém mistrovském díle Sova sněžná, jehož barevná škála je tvořena z velké části různými tóny bílé, šedé a stříbřité barvy. Malířská interpretace povrchu látek a struktur vyniká i v obrazech Zátiší s pávem, Zátiší s cibulí a koroptvemi a Bažanti.

### Kritik a organizátor
Purkyně byl činný v letech 1862 až 1866 také jako umělecký kritik. Snažil se o prosazení pravdy v umění proti lži a konvenci, zabýval se problematikou uměleckého školství a výtvarné výchovy. Byl jedním (spolu se svým otcem) ze zakladatelů spolku Umělecká beseda roku 1863, pracoval na slavnosti k 300 letům Shakespeara v Praze, spoluorganizoval výstavu Vesny v Kutné Hoře roku 1867, psal hodně do Kritické přílohy k Národním listům.

## Pozůstalost
Osobní předměty z Purkyňovy domácnosti uchovávala dcera Růžena a darovala je do sbírek oddělení starších českých dějin Národního muzea v Praze.

## Galerie

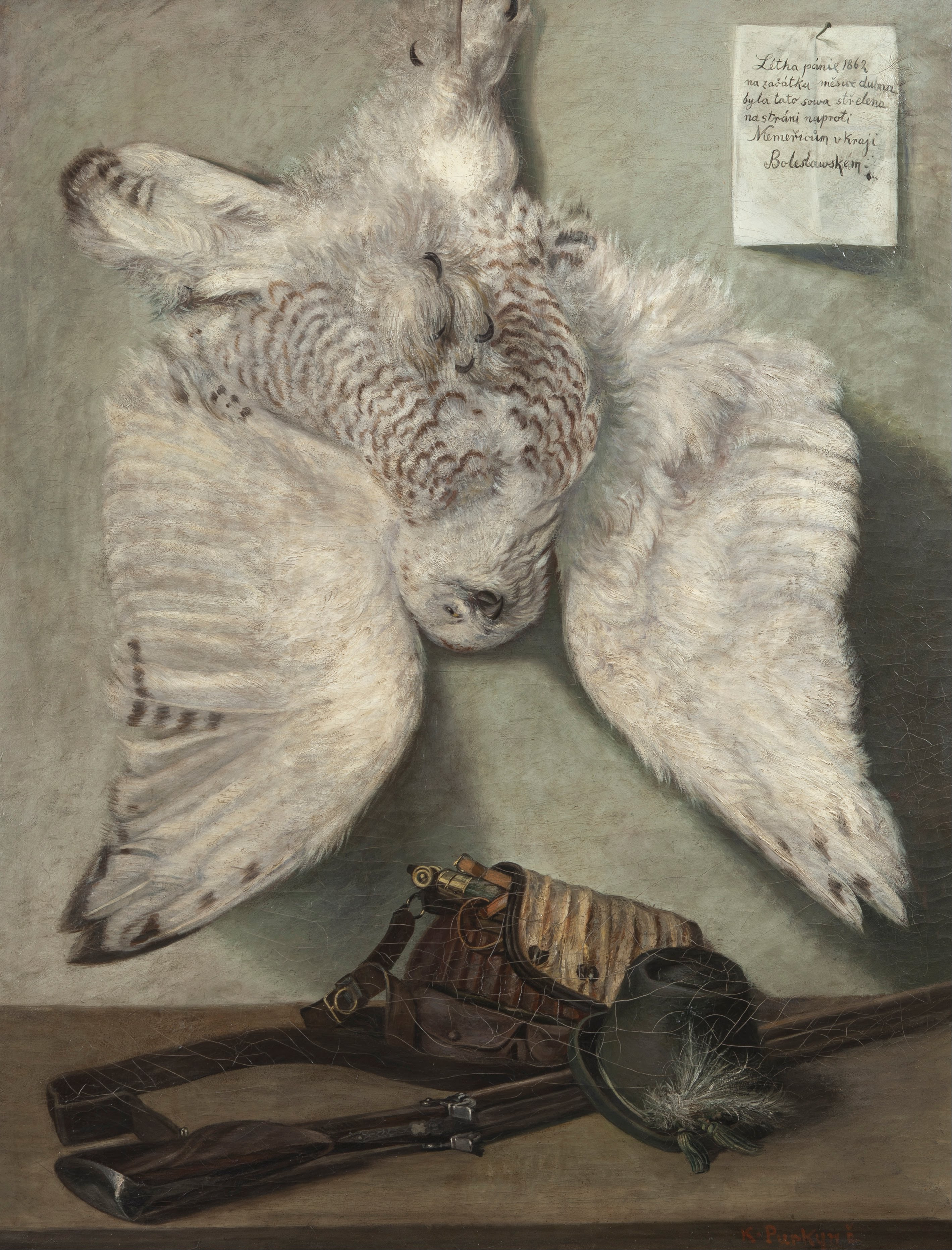
Karel Purkyně – Sova sněžná (1862)
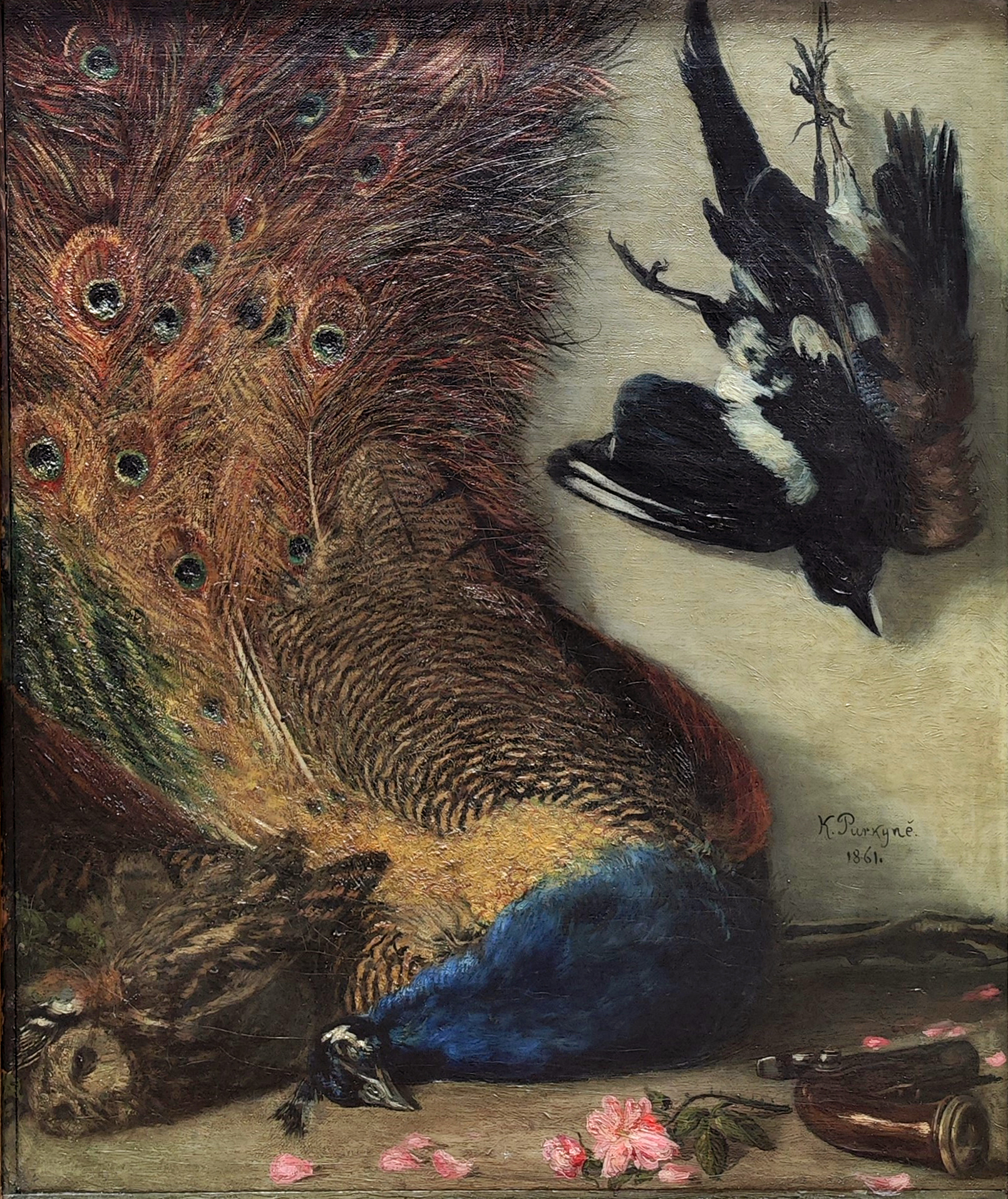
Karel Purkyně – Zátiší s pávem (1861)
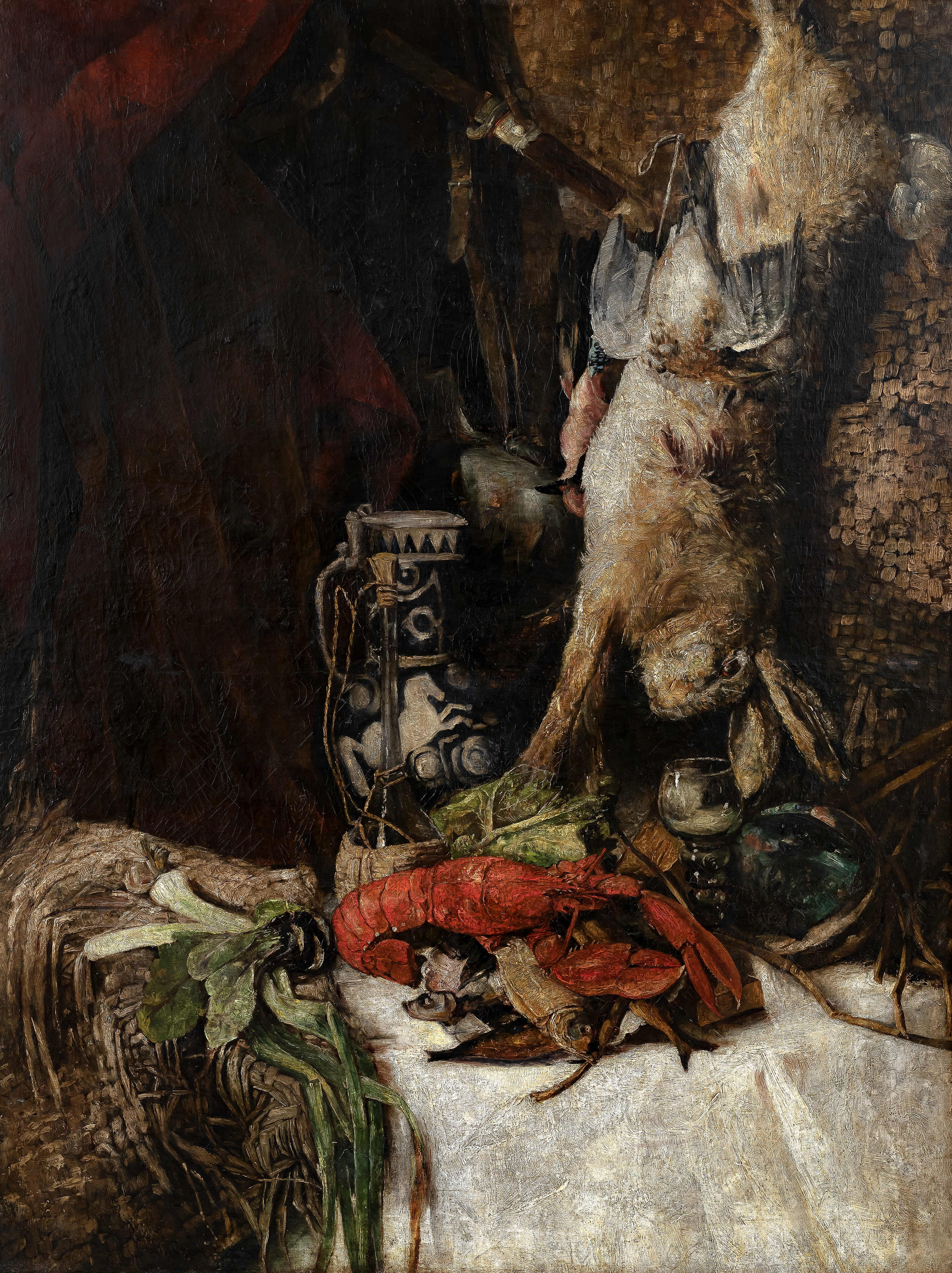
Karel Purkyně – Zátiší se zajícem a rakem (1858)
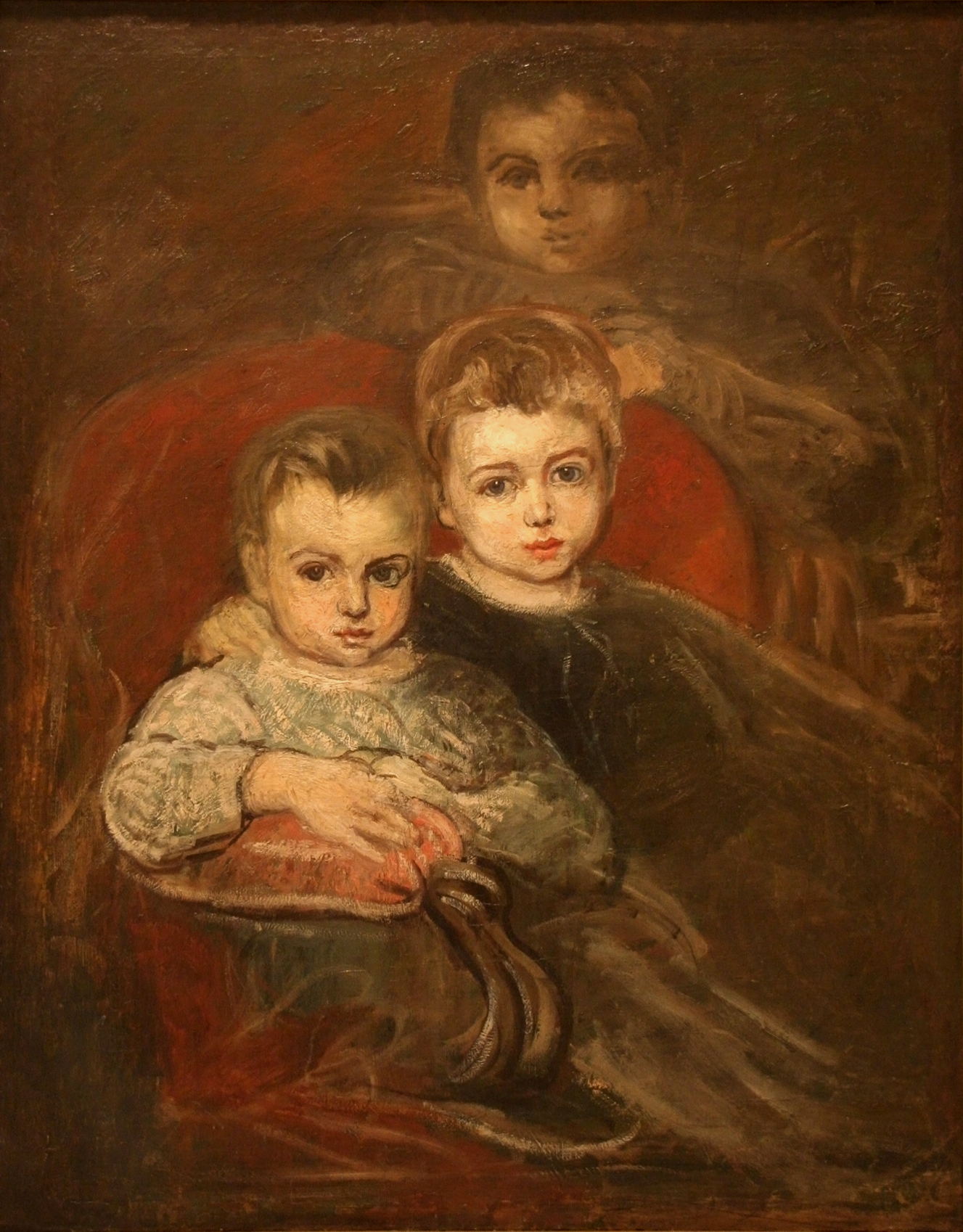
Karel Purkyně – Umělcovy děti (1868)
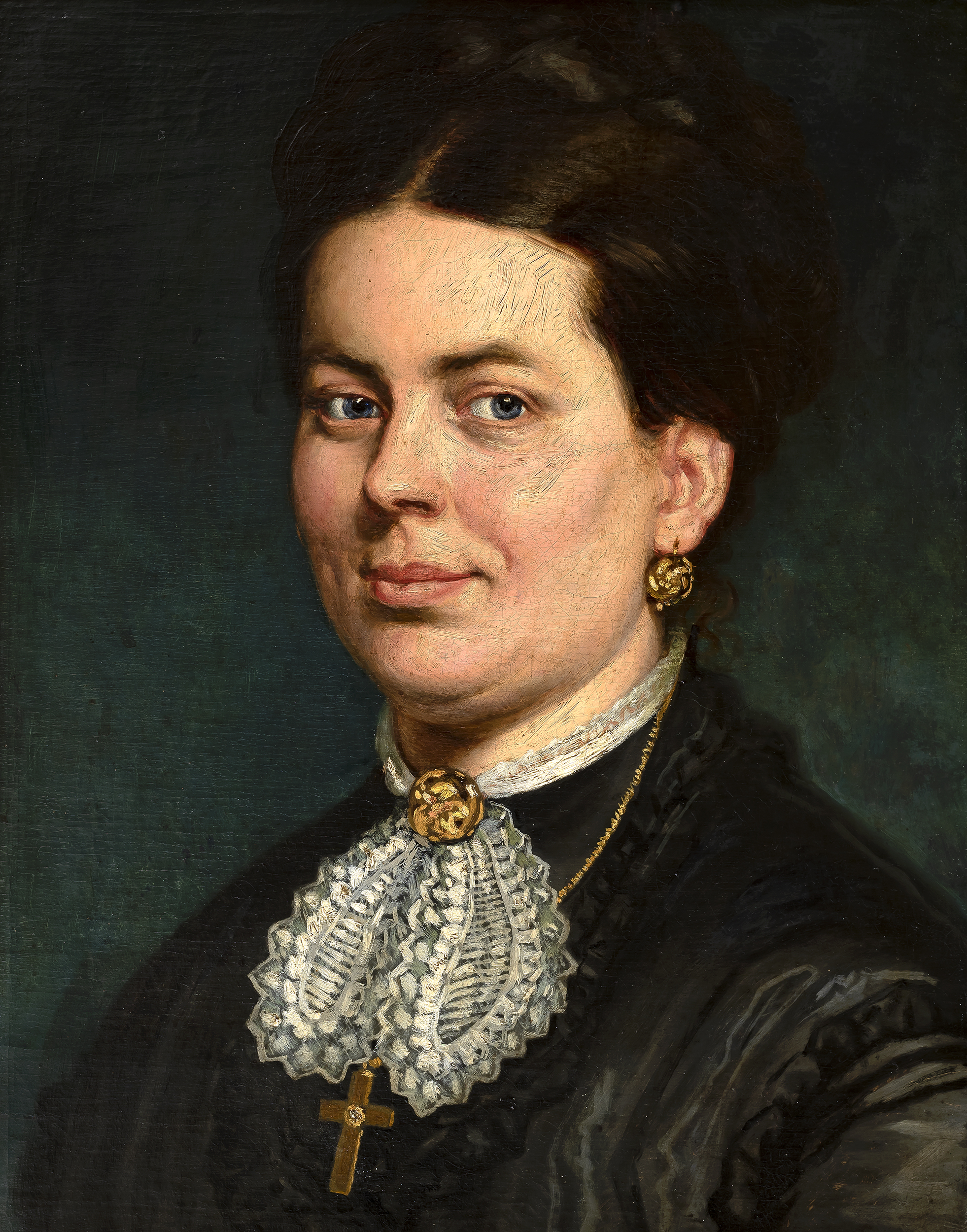
Karel Purkyně – Hospodyně Jana Ev. Purkyně (1858)
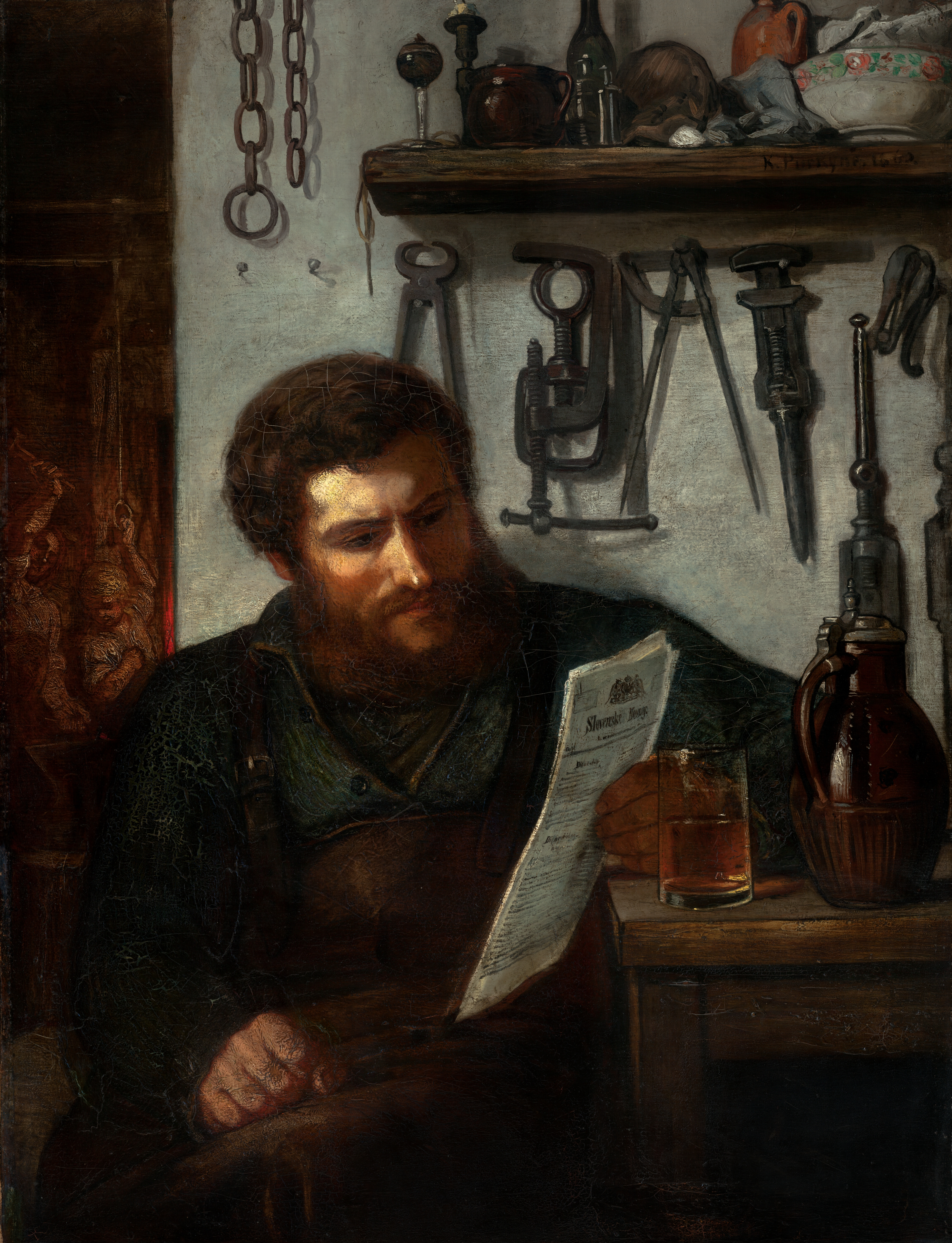
Portrét kováře Jecha – Politizující kovář (1860)